# Кунта-Хаджі
Кунта-Хаджі (чеч. Кишин воӀ Кунта-Хьаьжа; між 1800 та 1830 — 19 травня 1867) — чеченський суфійський шейх і послідовник суфійського ордена Кадірія. Послідовників Кунта-Хаджі називають хаджі-мюридами.

## Дитинство

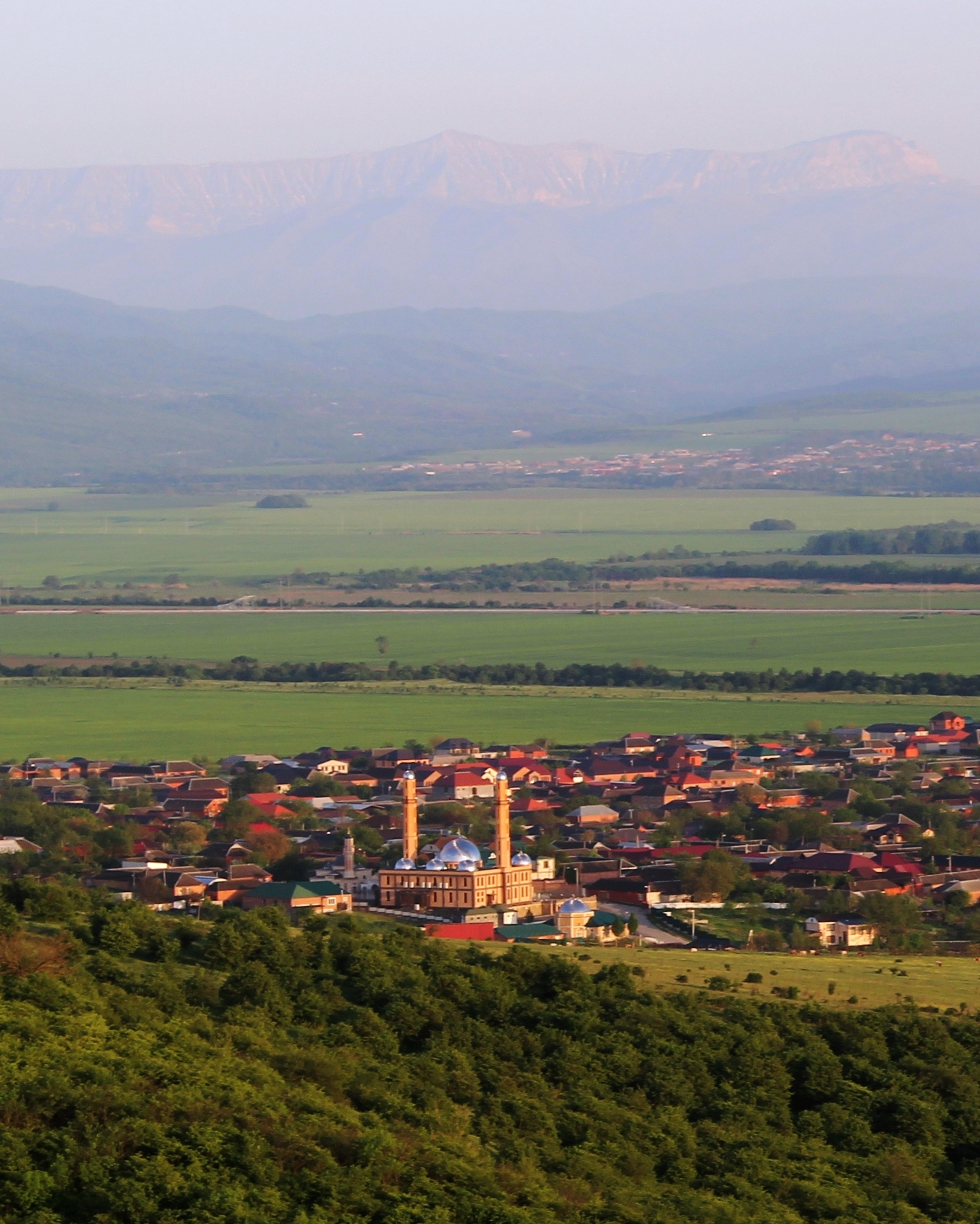
Поселення Іласхан-юрт, де народився і виріс Кунта-Хаджі

За національністю — чеченець; деякі джерела називають його кумиком за походженням і «андійським вихідцем» (ця версія була розкритикована).
Кунта народився в бідній чеченській родині у рівнинному селищі Істісу (чеч. Мелча-Хи) (за іншими даними Іласхан-юрт). Зустрічаються окремі джерела, згідно з якими предки Кунта-Хаджі були вихідцями з індійського селища Гунха. Точна дата народження невідома, одні автори вважають, що Кунта-хаджі народився 1830 року, інші, що 1796-го. Батька його звали Киши, мати Хедой. За переказами він ріс тихою дитиною, любив усамітнення. Рано здобув духовну освіту, навчався у накшбандійського шейха Гезі-Хаджі із Зандака, будучи його послідовником до здійснення хаджу, після якого Кунта, можливо, приєднався до ордена Кадирія.

## Період Кавказької війни
Релігійно-політична діяльність Кунта-Хаджі припадає на кінець 1850-х років, у розпал Кавказької війни. Вчення Кунта-Хаджі були спрямовані проти прояву будь-яких форм насильства та закликів до терпіння, милосердя та духовного братства між віруючими. Духовні повчання Кунта-Хаджі знайшли відгук серед чеченського суспільства, а кількість його прихильників збільшувалася внаслідок виснажливої Кавказької війни.
«Імам Шаміль боявся того впливу, який проповідники, подібні до Кунта-Хаджі, завжди мали на народ». вплив — це моральна сила, влада, а влада, крім своєї власної, імам Шаміль не терпів ніякої. А. Іполитов.
Вчення Кунта-Хаджі, Імам Шаміль зустрічає з осудом, зважаючи на його опір «до переможного кінця» проти царської влади. Переслідування з боку Імама Шаміля змусили Кунту-Хаджі залишити рідну Чечню і вирушити на 3 роки до Мекки. Після повернення з Хаджа, восени 1861 року, Кунта-Хаджі продовжує свої проповіді, набуває визнання серед населення, кількість його прихильників все збільшується (за деякими даними, на момент арешту Кунта-Хаджі, число його прихильників становило 5588 осіб).

## Арешт та заслання
3 січня 1864 року Кунта-Хаджі був заарештований і ув'язнений у фортеці Грозна, звідти 6 січня він був перевезений до в'язниці до Владикавказу, а пізніше — до Новочеркаська, де провів ув'язнення понад півроку. З в'язниці він написав листа послідовникам з проханням не робити жодних насильницьких дій. На етапі Кунта-Хаджі був розлучений зі своїми послідовниками і поодинці спрямований на заслання до міста Устюжна Новгородської губернії. Звідти Кунта-Хаджи писав своїй сім'ї сповнені смиренності листи, які не дійшли до адресатів, але збереглися у новгородських архівах14[джерело?].
«Я був вражений його тактом, умінням триматися, вести бесіду, посмішкою, жестами, його величною поставою. Одне слово, людина ця була створена з маси симпатій та шляхетності. Це була чарівна людина і небезпечна у сенсі політичному». І. Попов

## Кинджальний бій зікристів
3 січня 1864 року послідовники Кунта-Хаджі у кількості 300 осіб (серед яких також були жінки та діти), зібралися на околицях Шалі, з вимогою звільнити свого наставника. Прихильники Кунта-Хаджі, розраховуючи на мирну ходу, мали лише традиційні кинджали. Царські війська під командуванням генерал-майора Туманова зробили залп по мирній ході мюридів, що спровокувало останніх кинутися на супротивника у рукопашний бій. У цьому бою загинуло понад 150 зікристів та 8 жінок. Метою даної провокації було вирішення «поземельного питання» та переселення кількох тисяч сімей до Туреччини. Організаторами цієї провокації були генерали: М. Кундухов, А. Туманов, М. Лоріс-Меліков та А. Карцев (джерело не об'єктивне).

## Вчення
Праці та листи Кунта-Хаджі, написані арабською, не перекладалися російською мовою.
У 1910 році в Темір-Хан-Шурі було видано його трактат «Тарджамат макалаті» арабською та кумицькою мовами Шихаммат Каді Ерпелінським, кумицьким релігійним просвітителем.
У 1998 році у Грозному муллою М. Асхабовим було видано збірку, що включала чеченський переклад цієї праці та висловлювання шейха, записані його мюридом Абдуссаламом Тутгіреєвим і існували в рукописі.
Є думка, що вчення Кунта-Хаджі про ненасильство вплинуло на філософію Льва Толстого, що служив у Чечні, а через нього на Махатму Ганді.

## Нащадки
У 2008 році нащадки Кунта-Хаджі Кишиєва, які проживали в Іраку, переїхали на постійне місце проживання до Чеченської Республіки.

## Сім'я
Друга дружина Кунта-Хаджі була Жансарі, дочка Тайми, сестра знаменитого Байбулата Таймієва, її могила зі склепом «Жансарин Зерат» знаходиться в селі Курчала.

## Пам'ять
- Іменем Кунта-Хаджі названо вищий і головний релігійний заклад Чеченської Республіки — Російський ісламський університет — у Грозному. Відкриття Російського ісламського університету відбулось 20 серпня 2009 року.
- На честь Шейха Кунта-Хаджі Кишиєва названо центральну мечеть міста Курчалоя. В основу нової мечеті закладено каміння старої, яка стояла на цьому місці в XX столітті і заснована шейхом Кунта-Хаджі Кишиєвим.
- 27 жовтня 2020 року, розпорядженням російського уряду, село Первомайське Веденського району перейменовано на Хажі-Евла.[24]
- 20 травня 2011 року, у столиці Казахстану, місті Нур-Султан, побудована мечеть імені Шейха Кунта-Хаджі Кишиєва, яка може одночасно прийняти близько 1000 осіб, з окремими жіночими та чоловічими молитовними залами.
- 22 грудня 2020 року голова Чеченської республіки — Рамзан Кадиров — оголосив про початок будівництва комплексу «Х'яжин беш» у селі Ахмат-Юрт. Комплекс будівель складатиметься з мечеті імені Шейха Кунта-Хаджі Кишієва та медресе, названого на честь прапрадіда глави Чеченської республіки — Ілляса Беноєвського, — який був вірним другом Шейха Кунта-Хаджі Кишиєва. Там же, на території комплексу, буде облаштовано місце сходу мешканців для вирішення важливих питань та проведення релігійних заходів.[25]
- У місті Сунжа Республіки Інгушетія, на вулиці Перемоги, розташована мечеть імені Шейха Кунта-Хаджі Кишиєва.
- У Новосибірську розташований комплекс, названий на честь Шейха Кунта-Хаджі Кишиєва. До комплексу будинків входить триповерхова мечеть, розрахована на 2500 чоловік, і п'ятиповерхова медресе.[26] Мечеть загальною площею 1800 м². є одним з найбільших духовних центрів мусульман у Сибіру.
- «ГІіш-шовда» — джерело, яке, за переказами, Шейх Кунта-Хаджі власноруч пробив своєю палицею. Розташований на околицях села Ілсхан-Юрт.
- Гора «ГІайракх корта» розташована поблизу села Ілсхан-Юрт. Ця гора тісно пов'язана з ім'ям шейха Кунта-Хаджі і належить до святих місць Чеченської Республіки. Тут Кунта-Хаджі Кишиєв у повній самоті, поряд із великим каменем, любив молитися.[27]
- У XX столітті, на околицях села Ілсхан-Юрт, послідовниками Кунта-Хаджі, які вважають його святим (евлія), був зведений зіярт. За рішенням Аймані Кадирової, яка займає пост президента Регіонального Громадського Фонду імені Ахмата-Хаджі Кадирова, зіярт був поновлений (урочисто відкритий у реконструйованому вигляді) 3 січня 2016 року.[28]
- «Хьяжі-МазлагІ» — священне місце, де Кунта-Хаджі Кишієв пас овець і займався бджільництвом. Розташоване в селі Ілсхан-Юрт Курчалоєвському районі.[29]
- 23 серпня 2017 року після реконструкції відбулося відкриття проспекту імені шейха Кунта-Хаджі Кишиєва (колишня вулиця Ханкальська).[30]
- Одна із вулиць Ленінського району міста Грозного носить ім'я шейха Кунта-Хаджі Кишиєва.
- У селищі Ачхой-Мартан, Ачхой-Мартановського району, розташована вулиця та провулок імені шейха Кунта-Хаджі Кишиєва.
- Вулиця імені шейха Кунта-Хаджі Кишиєва розташована в Грозненському міському окрузі, в селі Приміське.
- У Сірноводському районі, в селищі Сірноводське, розташовується вулиця імені шейха Кунта-Хаджі Кишиєва.